# Greg Rucka

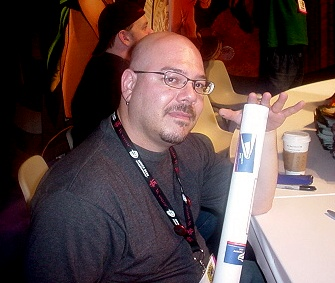
Greg Rucka 2004

Greg Rucka (* 29. November 1969 in San Francisco) ist ein US-amerikanischer Autor von Kriminalromanen und Comics. Er ist mit der Comicautorin Jen Van Meter verheiratet.

## Werdegang
Seine Autorenkarriere begann er mit den Atticus Kodiak-Romanen, deren Titelfigur als professioneller Leibwächter arbeitet. Die Serie besteht aus sieben Bänden, die bisher nicht in deutscher Sprache erschienen sind. Weitere von Rucka verfasste Romane sind  Fistful of Rain, A Gentleman's Game (deutsch: Dschihad), Private Wars (deutsch: Ein Job in Taschkent) und The Last Run. Die letzten drei knüpfen inhaltlich an seine Comicserie Queen & Country an.
Ab 1998 begann Rucka mit seiner bei Oni Press veröffentlichten Miniserie  Whiteout auch für die Comics zu schreiben. Die Geschichte um einen Mord in einer antarktischen Basis erhielt mehrere Nominierungen für den Eisner Award und wurde 2009 mit Kate Beckinsale in der Hauptrolle verfilmt. 2000 erschien die Fortsetzung Whiteout:Melt.
In diesen wie in vielen seiner folgenden Bücher stehen starke, unabhängige Frauencharaktere im Mittelpunkt. Das gilt auch für die in den Jahren 2001 bis 2007 wiederum bei Oni Press erschienene Serie Queen & Country, die von den Aktionen einer Abteilung des britischen Geheimdienstes Secret Intelligence Service erzählt.
Der Erfolg seiner Veröffentlichungen führte dazu, dass Rucka nun auch verstärkt für die beiden größten US-Comicverlage, DC und Marvel, arbeitete. Hierbei konzentrierte er sich neben Skripten für die Serien Superman und Wonder Woman auf thematisch dem Krimi-Genre nahestehende Geschichten, vor allem mit Storys für diverse Batman-Serien, aber auch für Marvel-Comichelden wie Punisher, Wolverine, Daredevil und Elektra. Insbesondere die im Umfeld der Batman-Figur angesiedelte, aber als realistischer Polizeicomic angelegte Serie Gotham Central, in Zusammenarbeit mit seinem Autorenkollegen Ed Brubaker verfasst, brachte ihm viel Anerkennung und Preise wie den Eisner Award und den Harvey Award ein.
In der alternierend von Rucka und Geoff Johns, Grant Morrison und Mark Waid geschriebenen vom Mai 2006 bis zum Mai 2007 von DC herausgegebenen und jeweils wöchentlich erschienenen Serie 52 wurde auch eine neue Version der Superheldin Batwoman eingeführt. Dieser widmete Rucka sich anschließend in den Nummern 854-865 der Serie Detective Comics, unter anderen mit J. H. Williams III als Zeichner. Nach dem Ende seiner Zusammenarbeit mit DC veröffentlichte Oni Press 2009 und 2012 zwei in Portland – wo Rucka auch wohnhaft ist – spielende Miniserien um die weibliche Privatdetektivin Dex Parios unter dem Titel Stumptown.
Im Juli 2011 startete Rucka zusammen mit dem Illustrator Rick Burchett den Webcomic Lady Sabre and the Pirates of the Ineffable Ether, eine dem Steampunk-Genre zuzurechnende Serie, die nach einer erfolgreich verlaufenen Crowdfunding-Kampagne auf der Plattform Kickstarter auch in Buchform erscheinen soll. 2013 brachte Rucka beim Verlag Image Comics die dystopische Science-Fiction-Serie Lazarus heraus, als Zeichner fungierte hier Michael Lark. 2015 und 2017 veröffentlichte er je einen Star-Wars-Roman.
2020 erschien der Film The Old Guard, der auf Ruckas gleichnamiger Graphic-Novel beruht und bei dem er selbst für das Drehbuch verantwortlich zeichnete. Er war auch am Drehbuch zu Heart of Stone (2023) beteiligt und schrieb das Drehbuch zu The Old Guard 2 (2025).

## Bibliographie (Auswahl)

### Comics

#### Marvel
- Wolverine
- Elektra
- Ultimate Daredevil And Elektra
- Elektra/Wolverine: The Redeemer, eine Novelle mit Illustrationen von Yoshitaka Amano

#### DC Comics
- Detective Comics #742-775
- Adventures of Superman #627-648
- The OMAC Project
- Wonder Woman
- Gotham Central verschiedene Ausgaben
- Supergirl #6-
- Checkmate (anstehende Serie, die den Ereignissen aus The OMAC Project folgt)
- 52 (Comic) (anstehende, ein Jahr lange Serie, erzählt in wöchentlichen Fortsetzungen)

#### Image
- Felon
- Lazarus
- The Old Guard

Oni Press
- Stumptown

### Romane
- Atticus-Kodiak-Serie
- A Gentleman's Game (deutsch: Dschihad, München, 2007) (Queen & Country-Serie)
- Private Wars (deutsch: Ein Job in Taschkent, München, 2009) (Queen & Country-Serie)
- Fistful of Rain
- Batman: No Man's Land
- Perfect Dark - Initial Vector (deutsch: Perfect Dark - Das Virus, München, 2006)
- Perfect Dark - Second Front